# 나주 삼왕묘
나주 삼왕묘(羅州 三王廟)는 전라남도 나주시 금천면 신천리에 있는 사당이다. 2016년 6월 13일 나주시의 향토문화유산 제39호로 지정되었다.

## 지정 사유
삼왕묘는 김해김씨 시조인 김수로왕(金首露王), 가락국왕 양왕(讓王), 김유신(興武王)을 모신 사당으로 나주 지방 후손들이 경주와 산청 등의 3왕 시제 참석이 어렵게 되자 1912년(임자년) 봄에 화수계(花樹契)를 조직하고 1933년(계유년) 모인 계전으로 화수정(花樹亭)을 건립하고, 이후 1935년 삼왕묘 건립을 완공하였다. 1938년 화수정을 지선당(至善堂)으로 개칭하고 문루를 애연루(藹然樓)라 하였다. 이후 1977년 대대적인 보수를 하여 오늘에 이르고 있다. 삼왕묘 강당인 지선당에 대한 자료가 주목되며 김해김씨 문계(門契) 조직인 화수계에서 비롯되어 김해김씨의 입향과 정착, 타 성씨와의 혼인, 지역민들과의 관계망 등이 나주지방 사람들, 나주 문화를 이해하는데 중요한 자료로 이해할 수 있으며 전통 목구조를 잘 유지하고 있는 건물로 문화재 지정이 필요하다.